# Ansco

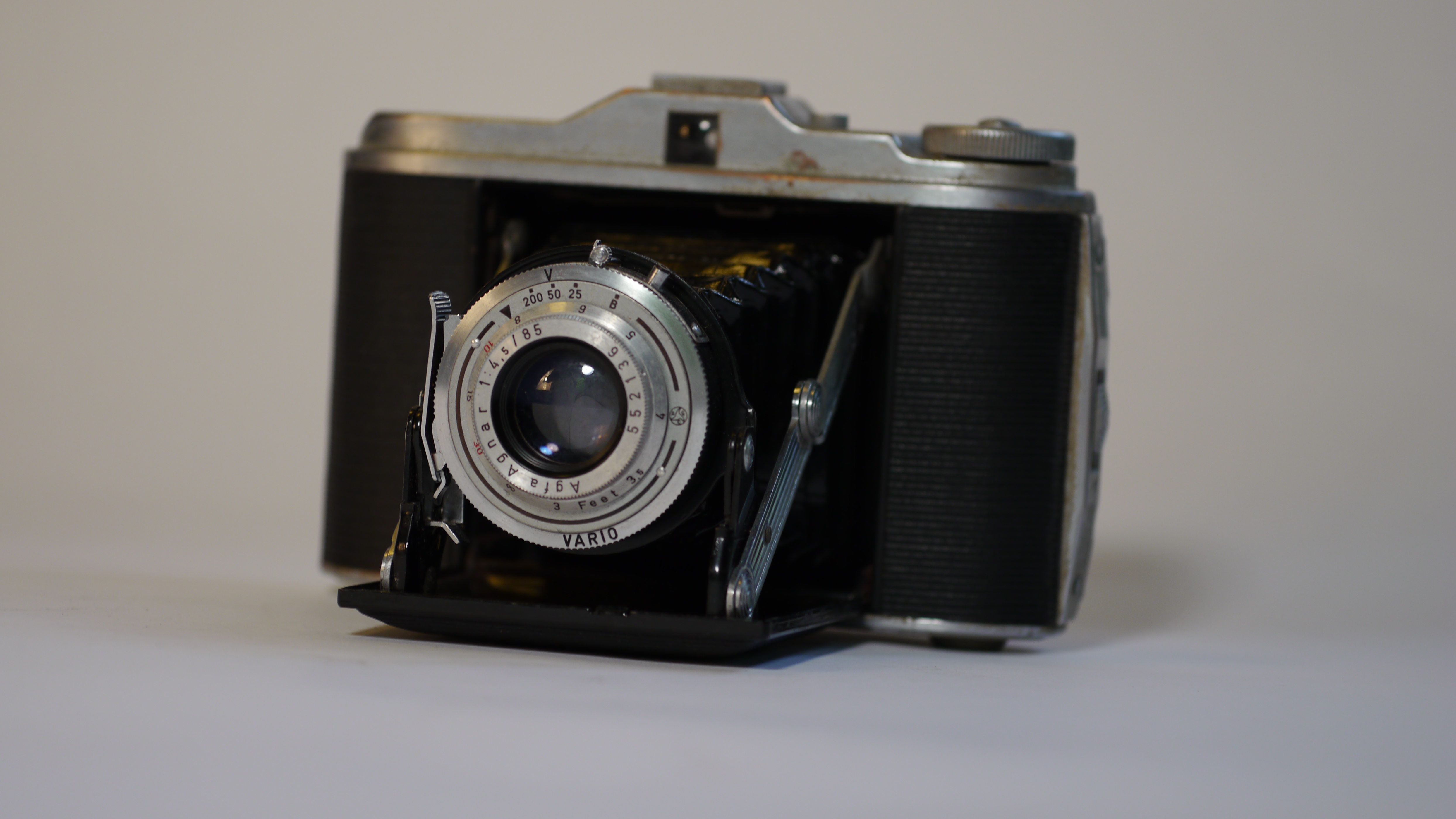
Ansco Speedex

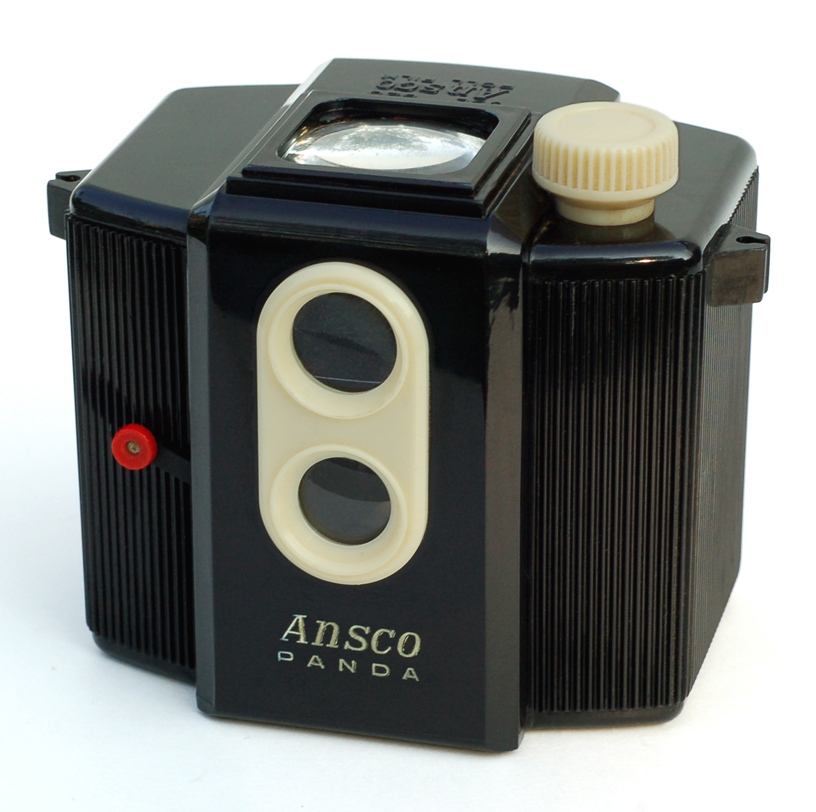
Ansco Panda

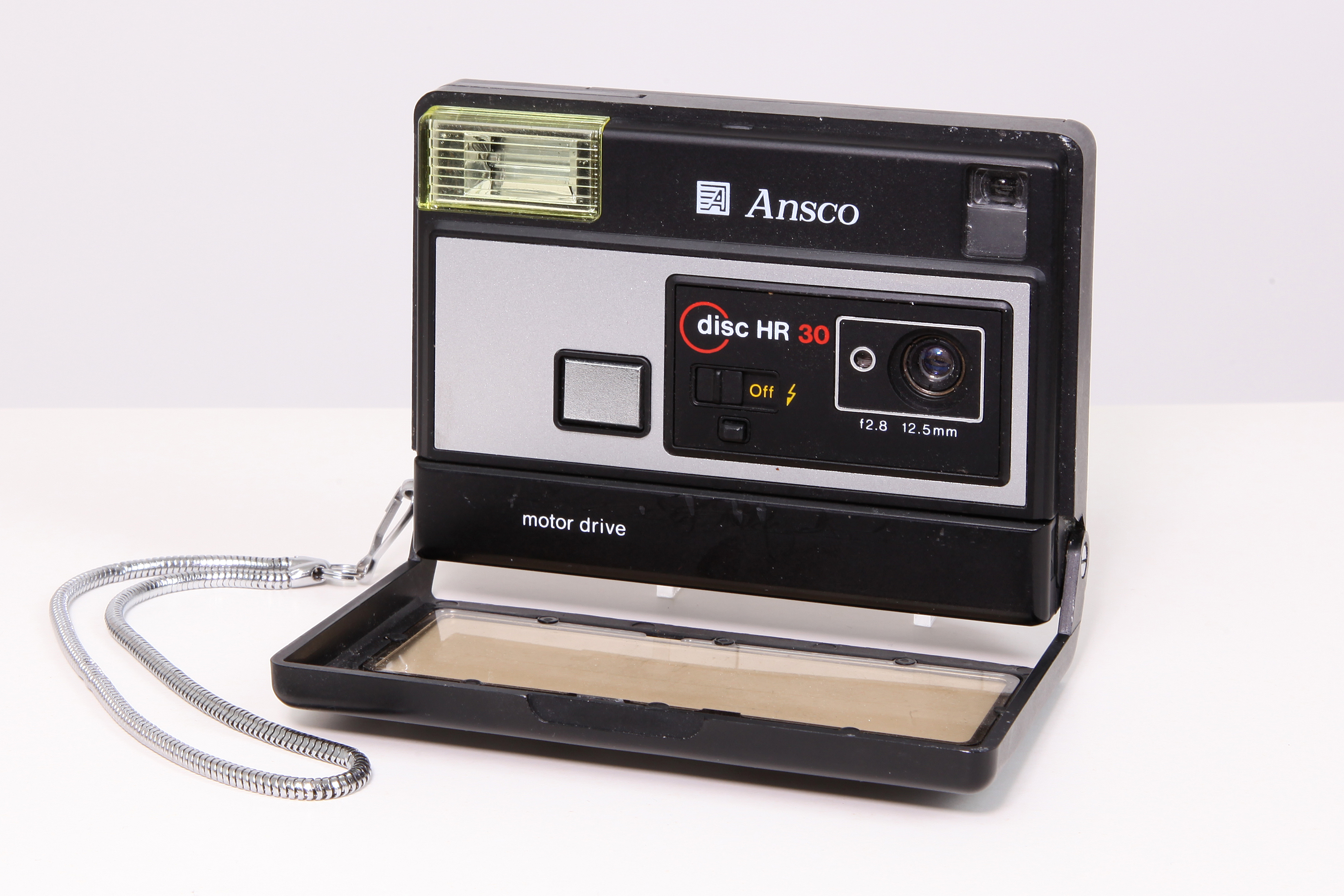
Ansco Disc HR 30

Ansco entstand 1907 als Fotofirma (Apparate und Filmmaterial) aus dem Zusammenschluss der Firma der Brüder Anthony (Anthony & Company) mit Scovill & Adams. Der größte europäische Filmhersteller Agfa fusionierte 1928 in den Vereinigten Staaten mit Ansco zu Agfa-Ansco.
Anzumerken ist die Entwicklung der frühen, nur kurz genutzten Memo-Film-Kassette für die gleichnamige Kamera. Als Vorläufer der ähnlichen Agfa Karat- bzw. Agfa Rapid- und der heutigen 35-mm-Filmkassetten stellt sie einen wesentlichen technologischen Zwischenschritt dar.
Im Jahr 1936 brachte Agfa den in Deutschland entwickelten Farbdiafilm Agfacolor-Neu auf den Markt. Dieser Film konnte in den Anstalten des Agfacolor Umkehrdienstes entwickelt werden, Kodachrome-Farbdiafilme mussten im Werk entwickelt werden, was länger dauern konnte. Kodachrome war in der Filmentwicklung wesentlich aufwendiger als Agfacolor-Neu bei dadurch höherer Schärfeleistung und Farbstabilität. Es war eigentlich ein dreischichtiger Schwarzweißfilm, der im Entwicklungsprozess mittels der in den drei Entwicklerlösungen befindlichen Farbkuppler farbig wurde. Bei Agfacolor war die Entwicklung dank der von Hause aus in den Filmschichten befindlichen Farbkupplern (zur Erzeugung der Farbstoffe) einfacher. Agfa Ansco konnte – in Kenntnis der Rezepturen und Fabrikationsunterlagen des deutschen Stammbetriebs Agfa in Wolfen – schon 1938 Ansco Color Diafilme analog Agfacolor-Neu herstellen. Diese Produktion wurde durch den Kriegsausbruch unterbrochen und dann 1942 für das US-Militär wieder aufgenommen. Sowohl Agfacolor als auch Ansco Color hatten wegen ihrer einfacheren Entwicklungsprozesse größte militärische Bedeutung. Kodak arbeitete allerdings 1941 für militärische Zwecke den Kodacolor Aero Reversal Film als Vorläufer des späteren Ektachrome (1946) aus. Diese Filme haben ebenfalls Farbkuppler in den Schichten eingelagert.
Agfa-Ansco wurde 1941 bei Kriegsausbruch zwischen dem Deutschen Reich und den USA unter amerikanische Verwaltung durch den Zusammenschluss mit General Aniline & Film Corporation (GAF) gestellt.
Bis zum Kriegsende wurde Ansco Color ausschließlich für das Militär produziert.
Nachfolger wurden 1955 bzw. 1957 die höher empfindlichen Anscochrome und Super Anscochrome Filme.
Von der NASA wurden im Mercury-Projekt vom Beginn und bis 1965 im Gemini-Projekt auch Anscochrome Filme für hunderte Aufnahmen der Erde verwendet.
GAF hat 1962 die Autoset-Kamera entwickelt, mit der John Glenn aus dem Orbit Fotos der Erde geschossen hat.
Die Firma, die zwischenzeitlich Anitec hieß, ist heute vollständig im Kodak-Konzern integriert.